# Date eller lektier
Date eller lektier (en: How to Flunk Your First Date) er en amerikansk roman fra 2004 skrevet af Megan Stine i bogserien, der bygger på tv-serien om Mary-Kate og Ashley Olsen.

## Handling
Bogen handler om to piger ved navn Mary-kate and ashley, pigerne er begge 12år og Ashley elsker at være fin og vil helst ikke lave noget hun bliver snavset af. Mary-kate er lige det modsatte, hun går til basketball og elsker afslappet tøj. Ashley er rigtig god i skolen og følger med, Mary-kate laver ikke sine lektier og følger ikke med. pigernes far skal til et møde på deres skole ang Mary-kate pga hendes lektier og matematiken. 
Da han kommer hjem får Mary-kate at vide at hun skal have privatlærer efter skole tid, 
det syntes hun ikke så meget om da det går ud over hendes basketball lektier. Og hvis de dropper at komme til træning bare en gang, så kommer de ikke med til den store kamp som skal holdes om en uge. 
En dag kommer ham læren ved navn taylor hen for at hjælpe hende med matematiken, Ashley syntes at han er helt vildt sød men Mary-kate vil godt have at han skal gå igen. 
I starten af bogen spiller pigerne, Carrie som er deres barnepige, Brian, Brandon og Max stuehockey i dagligstuen. Da pigernes far kom hjem sagde Carrie at det var pigerne der havde spillet det sammen med drengene, fordi hun ikke ville have skældt ud.
Pigerne vælger at bytte plads så Mary-kate skal have Ashley's tøj på og gøre det samme som Ashley, og så kan hun gå ud når hun vil og det bruger hun på at komme til træning så hun kan være med i kampen om lørdagen. og Ashley går i Mary-kate's tøj og så får hun hjælp med lektierne selvom hun godt kan det hele. 
Men desværre bliver de opdaget Mary-kate får snakket med hendes far om hjælpe lektierne og hun får lov til at komme til træning igen. Men hun skal dog stadig have hjælpe lektier men bare en anden dag..!